# Тарасов, Сергей Митрофанович
Сергей Митрофанович Тарасов - советский спортсмен - подводник.

## Карьера
На первом чемпионате Европы по подводному плаванию первенствовал в двух дисциплинах. 
На втором чемпионате Европы также стал чемпионом, кроме того завоевал серебряную и бронзовую награды.
С чемпионата Европы 1970 года привёз золото и серебро.
На своём последнем чемпионате Европы в Авиньоне стал двукратным чемпионом.